# HMS Warspite (1884)
HMS Warspite – brytyjski krążownik pancerny typu Imperieuse. Budowę rozpoczęto w stoczni marynarki w Chatham w 1881 roku; okręt zwodowano 29 stycznia 1884, do służby w Royal Navy wszedł w czerwcu 1888.
"Warspite" w latach 1890-93 był okrętem flagowym brytyjskiej eskadry operującej na Oceanie Spokojnym (tzw. Pacific Station). Następnie wrócił do Europy i do roku 1896 stacjonował jako dozorowiec w irlandzkim porcie Queenstown (obecnie Cobh). W 1899 roku powrócił na Pacyfik jako okręt flagowy eskadry Royal Navy, zastępując bliźniaczego "Imperieuse". Funkcję tę pełnił do roku 1902. Po powrocie na wody brytyjskie został przeniesiony do rezerwy. Sprzedano go na złom 4 kwietnia 1905 roku.
Działa artylerii głównej na okrętach typu Imperieuse rozmieszczono tak, jak na ówczesnych okrętach francuskich - po jednym na dziobie, na rufie i na wystających nieco poza obrys kadłuba sponsonach burtowych. Teoretycznie takie ustawienie dział pozwalało na prowadzenie ognia jednocześnie z trzech luf w dowolnym kierunku. W praktyce działa burtowe nie mogły strzelać wzdłuż kadłuba, gdyż podmuch z luf powodował uszkodzenia wyposażenia i pokładu. Na opracowanych jako następne po Imperieuse krążownikach typu Orlando działa głównego kalibru stały już tylko na dziobie i rufie.